# Steffen Blochwitz
Steffen Blochwitz (nascido em 8 de setembro de 1967) é um ex-ciclista alemão que competiu no ciclismo nos Jogos Olímpicos de Verão de 1988 em Seul, onde ganhou a medalha de prata na perseguição por equipes.